# Special Needs
«Special Needs» — сингл британской альтернативной рок-группы Placebo, был выпущен как третий сингл с их 4 по счёту студийного альбома Sleeping with Ghosts, 15 сентября 2003 года, сингл занял 27 строчку в британском сингл-чарте.

## Клип на песню
Клип на песню «Special Needs» был снят в заброшенном бассейне в Хакни, всё происходящее в клипе чередуется между показом участников группы, которые играют песню и пары, которая так же находится в здании бассейна и визуально разделена, но они могут прикасаться к друг другу на расстоянии, что метафоризирует сам процесс.

## Список песен
Слова и музыка всех песен — Placebo (Стив Хьюит, Брайан Молко, Стефан Олсдал).
| №  | Название                                         | Длительность |
| -- | ------------------------------------------------ | ------------ |
| 1. | «Special Needs (Edit)»                           | 3:28         |
| 2. | «English Summer Rain (Freelance Hellraiser Mix)» | 3:40         |
| 3. | «Plasticine (Lounge Version)»                    | 4:06         |

7" vinyl
1. «Special Needs»
2. «English Summer Rain (Freelance Hellraiser Mix)»

DVD
- «Special Needs» (video)
- «Making of the Video»
- «Special Needs (Album Version)»
- «The Bitter End (Junior Sanchez Mix)»

## Участники при создании композиции

### Placebo
- Брайан Молко — вокал, гитара
- Стефан Олсдал — бас-гитара
- Стив Хьюитт — ударные, перкусии

### Другие
- Хелена Берг — оператор/фотограф и арт-директор